# Lioudmila Savelieva
Pour les articles homonymes, voir Savelieva.
Lioudmila Mikhaïlovna Savelieva (en russe : Людми́ла Миха́йловна Саве́льева), née le 24 janvier 1942 à Léningrad, est une actrice soviétique et russe dont le premier grand rôle dans Guerre et Paix (1967) de Bondartchouk, où elle interprète Natacha Rostov, la fait connaître du public international.

## Biographie
Lioudmila Savelieva naît en 1942 à Leningrad, pendant le siège de la ville par l’armée allemande. Avec sa mère, elle est évacuée par la route de la vie[réf. souhaitée].
C'est en 1962 que Savelieva termine l'Académie de ballet Vaganova et qu’elle est engagée au théâtre Kirov (aujourd'hui Mariinsky). Dès 1967, elle est actrice au Théâtre national d'acteur de cinéma de Moscou. Elle fait une première et modeste apparition à l'écran en 1964, dans le film-ballet La Belle au bois dormant, sous la direction de Constantin Sergueïev et Apollinari Doudko, mais le public la découvre véritablement en 1967, dans Guerre et Paix de Bondartchouk, qui obtient parmi d'autres récompenses l'Oscar du meilleur film en langue étrangère en 1969. Son interprétation de l'aspirante actrice Nina Zaretchnaïa dans La Mouette de Youli Karassik (adaptation soviétique de la pièce d'Anton Tchekhov), en 1972, est également remarqué, notamment par la critique française lors de sa sortie en salle en 2012. Savelieva a été nommée Artiste du Peuple de la RSFSR en 1985.

## Vie privée
Lioudmila Savelieva est mariée avec l'acteur Alexandre Zbrouïev dont elle a une fille, Natalia, née en 1968.

## Filmographie
- 1964 : La Belle au bois dormant : une néréïde (d'après Perrault)
- 1967 : Guerre et Paix : Natacha Rostov (d'après Tolstoï)
- 1970 : Les Fleurs du soleil (I girasoli): Macha
- 1970 : La Fuite (Бег) d'Alexandre Alov et Vladimir Naoumov d'après le roman de Mikhaïl Boulgakov : Séraphima Korzoukhina
- 1970 : La Mouette : Nina Zaretchnaïa (d'après Tchekhov)
- 1973 : Le Cavalier sans tête de Vladimir Weinstock : Louise Poindexter (d'après Mayne Reid)
- 1977 : Ioulia Vrebskaïa : Ioulia Vrebskaïa
- 1981 : Le Chapeau : Mila
- 1981 : Du soir jusqu'à midi (TV) : Nina Jarkova (d'après Victor Rozov)
- 1983 : C'était la quatrième année de la guerre : Nadejda Moroz
- 198? — La Neige : Tatiana Petrova, actrice
- 1984 : Il ne nous appartient pas de prévoir : Olga Nikolaïevna Mitchourina
- 1984 : Le Succès : Inna
- 1986 : Le Pigeon sauvage (Чужая Белая и Рябой) : Xénia Startseva
- 1989 : Rose noire – emblème de la tristesse, rose rouge – emblème de l’amour : la mère d'Alexandra
- 1991 : Sujet pour deux récits : la mère de Volodia
- 2000 : L'Âge tendre : la grand-mère
- 2001 : La Montre sans aiguilles
- 2006 : Le Septième ciel : Margarita, la mère de Yegor
- 2008 : Le Champion : Épisode
- 2009 : Anna Karénine : la princesse Chtcherbatskaïa (d'après Tolstoï)